# Ivan Galamian
Ivan Alexander Galamian, né le 23 janvier 1903 à Tabriz en Iran et mort le 14 avril 1981, est un violoniste et important pédagogue américain d'origine arménienne.

## Biographie
Ivan Galamian, d'origine arménienne, est né en Iran, mais sa famille en 1904 émigre à Moscou en Russie où il étudie plus tard avec Konstantin Mostras jusqu'en 1919. Il part ensuite pour Paris à la suite de la révolution russe et étudie deux ans avec Lucien Capet de 1922 à 1923. Il fait ses débuts sur scène l'année suivante, mais abandonne immédiatement les concerts pour se consacrer entièrement à l'enseignement au Conservatoire russe de Paris de 1925 à 1929. À Paris, il a comme élèves notamment Vida Reynolds et Paul Makanowitzky.
En 1937, Ivan Galamian s'installe définitivement aux États-Unis à New York, où il épouse en 1941 Judith Johnson. Il enseigne au Curtis Institute of Music à partir de 1944, puis devient le directeur du département de violon de la Juilliard School en 1946. Il mènera sa carrière de pédagogue dans les deux institutions tout au long de sa vie jusqu'à sa mort. Il écrit deux méthodes d'apprentissage : Principles of Violin Playing and Teaching (1962) et Contemporary Violin Technique (1962), dans lesquelles il inclut à la fois des aspects techniques de l'école russe et française. Il fonde également les cycles d'été de la Meadowmount School of Music de Westport (New York).
Parmi ses étudiants les plus connus à la Juilliard, on compte : Michael Rabin, Pinchas Zukerman, Berl Senofsky, Joshua Bell, Itzhak Perlman, Jaime Laredo, Simon Standage, Hirofumi Fukai, Kyung-Wha Chung, Alexis Galpérine, et Paul Zukofsky.

## Distinctions
- Membre honoraire de la Royal Academy of Music de Londres (1965).